# Frans Dhia Putros
Frans Dhia Putros (Aarhus, 14 luglio 1993) è un calciatore iracheno con cittadinanza danese, difensore o centrocampista del Persib e della nazionale irachena.

## Carriera

### Club
Ha giocato nella prima divisione danese, in quella thailandese ed in quella indonesiana.

### Nazionale
Dopo aver giocato nelle nazionali giovanili danesi Under-20 ed Under-21 ha scelto di rappresentare l'Iraq, con la cui nazionale maggiore ha esordito nel 2018 e con cui nel 2019 e nel 2023 ha partecipato alla Coppa d'Asia.

## Statistiche

### Cronologia presenze e reti in nazionale
| Cronologia completa delle presenze e delle reti in nazionale ― Iraq | Cronologia completa delle presenze e delle reti in nazionale ― Iraq | Cronologia completa delle presenze e delle reti in nazionale ― Iraq | Cronologia completa delle presenze e delle reti in nazionale ― Iraq | Cronologia completa delle presenze e delle reti in nazionale ― Iraq | Cronologia completa delle presenze e delle reti in nazionale ― Iraq | Cronologia completa delle presenze e delle reti in nazionale ― Iraq | Cronologia completa delle presenze e delle reti in nazionale ― Iraq |
| Data                                                                | Città                                                               | In casa                                                             | Risultato                                                           | Ospiti                                                              | Competizione                                                        | Reti                                                                | Note                                                                |
| ------------------------------------------------------------------- | ------------------------------------------------------------------- | ------------------------------------------------------------------- | ------------------------------------------------------------------- | ------------------------------------------------------------------- | ------------------------------------------------------------------- | ------------------------------------------------------------------- | ------------------------------------------------------------------- |
| 4-8-2018                                                            | Al-Ram                                                              | Palestina                                                           | 0 – 3                                                               | Iraq                                                                | Amichevole                                                          | -                                                                   | 72’                                                                 |
| 20-11-2018                                                          | Sharja                                                              | Iraq                                                                | 0 – 0                                                               | Bolivia                                                             | Amichevole                                                          | -                                                                   | 75’                                                                 |
| 28-12-2018                                                          | Doha                                                                | Iraq                                                                | 1 – 0                                                               | Palestina                                                           | Amichevole                                                          | -                                                                   | 46’                                                                 |
| 8-1-2019                                                            | Abu Dhabi                                                           | Iraq                                                                | 3 – 2                                                               | Vietnam                                                             | Coppa d'Asia 2019 - 1º turno                                        | -                                                                   | 37’                                                                 |
| 7-9-2021                                                            | Doha                                                                | Iraq                                                                | 0 – 3                                                               | Iran                                                                | Qual. Mondiali 2022                                                 | -                                                                   | 46’                                                                 |
| 11-11-2021                                                          | Doha                                                                | Iraq                                                                | 1 – 1                                                               | Siria                                                               | Qual. Mondiali 2022                                                 | -                                                                   |                                                                     |
| 16-11-2021                                                          | Doha                                                                | Iraq                                                                | 0 – 3                                                               | Corea del Sud                                                       | Qual. Mondiali 2022                                                 | -                                                                   | 63’                                                                 |
| 3-12-2021                                                           | Doha                                                                | Bahrein                                                             | 0 – 0                                                               | Iraq                                                                | Coppa araba 2021 - 1º turno                                         | -                                                                   | 66’                                                                 |
| 27-1-2022                                                           | Teheran                                                             | Iran                                                                | 1 – 0                                                               | Iraq                                                                | Qual. Mondiali 2022                                                 | -                                                                   |                                                                     |
| 16-6-2023                                                           | Valencia                                                            | Colombia                                                            | 1 – 0                                                               | Iraq                                                                | Amichevole                                                          | -                                                                   |                                                                     |
| 7-9-2023                                                            | Chiang Mai                                                          | Iraq                                                                | 2 – 2                                                               | India                                                               | Amichevole                                                          | -                                                                   | 64’                                                                 |
| 10-9-2023                                                           | Chiang Mai                                                          | Thailandia                                                          | 2 – 2                                                               | Iraq                                                                | Amichevole                                                          | -                                                                   | 46’                                                                 |
| 13-10-2023                                                          | Amman                                                               | Iraq                                                                | 0 – 0                                                               | Qatar                                                               | Amichevole                                                          | -                                                                   | 82’                                                                 |
| 17-10-2023                                                          | Amman                                                               | Giordania                                                           | 2 – 2                                                               | Iraq                                                                | Amichevole                                                          | -                                                                   |                                                                     |
| 15-1-2024                                                           | Al Rayyan                                                           | Indonesia                                                           | 1 – 3                                                               | Iraq                                                                | Coppa d'Asia 2023 - 1º turno                                        | -                                                                   | 88’                                                                 |
| 19-1-2024                                                           | Al Rayyan                                                           | Iraq                                                                | 2 – 1                                                               | Giappone                                                            | Coppa d'Asia 2023 - 1º turno                                        | -                                                                   | 61’                                                                 |
| 24-1-2024                                                           | Al Rayyan                                                           | Iraq                                                                | 3 – 2                                                               | Vietnam                                                             | Coppa d'Asia 2023 - 1º turno                                        | -                                                                   | 82’                                                                 |
| 21-3-2024                                                           | Bassora                                                             | Iraq                                                                | 1 – 0                                                               | Filippine                                                           | Qual. Mondiali 2026                                                 | -                                                                   | 90’                                                                 |
| 26-3-2024                                                           | Manila                                                              | Filippine                                                           | 0 – 5                                                               | Iraq                                                                | Qual. Mondiali 2026                                                 | -                                                                   | 64’                                                                 |
| 19-11-2024                                                          | Mascate                                                             | Oman                                                                | 0 – 1                                                               | Iraq                                                                | Qual. Mondiali 2026                                                 | -                                                                   | 46’                                                                 |
| 10-6-2025                                                           | Amman                                                               | Giordania                                                           | 0 – 1                                                               | Iraq                                                                | Qual. Mondiali 2026                                                 | -                                                                   | 69’                                                                 |
| Totale                                                              |                                                                     | Presenze                                                            | 21                                                                  |                                                                     | Reti                                                                | 0                                                                   |                                                                     |

## Palmarès

### Club

#### Competizioni nazionali
- 1. Division: 1

Viborg: 2020-2021